# Mise en abyme

Las Meninas av Velázquez användes av André Gide för att förklara termen.

Mise en abyme (franskt uttal: [miz‿ɑ̃n‿abim]) är en fransk term som ursprungligen härstammar från heraldiken, där den refererar till en mindre vapensköld i mitten av en vapensköld. Termen, som ordagrant betyder "ställd i avgrunden", har med tiden kommit att få en något annorlunda betydelse inom modern kritik, sedan det populariserades inom andra kretsar än heraldiken av den franska författaren André Gide. 
I den vanligast förekommande betydelsen är termen även känd som drosteeffekten, som beskriver en bild som innehåller en mindre kopia av sig själv (självreferens) i oändligt många steg. Mise en abyme används dock analogt inom flera kreativa områden, bland annat inom litteraturteorin, där exempelvis en teaterpjäs kan innehålla en mer eller mindre självrefererande teaterpjäs (berättelse i berättelsen). 

## Film
"Filmen i filmen" är ett exempel på en mise-en-abyme. Filmen i filmen återkopplar till den verkliga filmen som görs. Åskådaren ser filmarverktygen, skådespelare som förbereder sig för inspelning och ett arbetslag som färdigställer allt som krävs. Narrativet i "filmen i filmen" kan reflektera narrativet i den "verkliga" filmen. Betydelsen kan även syfta på "drömmen i drömmen", där en karaktär vaknar upp från en dröm för att senare upptäcka att han/hon fortfarande drömmer. Ett exempel är filmen eXistenZ där de två huvudpersonerna aldrig riktigt får reda på huruvida de fortfarande är en del av spelet. Inception och Synecdoche, New York är två ytterligare exempel.

## Bildkonst

Oktagoner inskrivna i oktagoner

Droste och La vache qui rit är kända exempel på marknadsföring som utnyttjar drosteeffekten. Den holländske konstnären M.C. Escher utforskade självreferens i många av sina verk, bland annat i teckningen av två händer som ritar varandra.  En rysk docka utgör också ett exempel på mise en abyme.